# Bűnök iskolája
A Bűnök iskolája (eredeti cím: Duy Beni) egy 2022-ben bemutatott török televíziós sorozat.
Törökországban 2022. július 7-től december 17-ig sugározta a Star TV, Magyarországon 2023. október 5-től sugározza az Izaura TV.

## Cselekmény
Ekim boldogan és gondtalanul éli életét, míg a legjobb barátnője Leyla arról álmodozik, hogy bekerül a helyi elit iskolába. Egy váratlan tragédia azonban mindkettőjüknek más sorsot szán.

## Szereplők
| Színész          | Szereplő                                 | Magyar hang     |
| ---------------- | ---------------------------------------- | --------------- |
| Rabya Soytürk    | Ekim Güleryüz, Leyla legjobb barátnője   | Károlyi Lili    |
| Caner Topçu      | Kanat Günay, az iskolai legmenőbb sráca  | Kretz Boldizsár |
| Berk Hakman      | Selim Bender, Az iskola irodalomtanára   | Szatory Dávid   |
| Ege Kokenli      | Az iskolában dolgozó tanácsadó           | Nádasi Veronika |
| Sümeyye Aydoğan  | Melisa Gerçek, Az iskola legmenőbb lánya | Laudon Andrea   |
| Helin Kandemir   | Leyla Ertener, Ekim legjobb barátnője    | Engel-Iván Lili |
| Feride Çetin     | Neşe, Ekim édesanyja                     | Mezei Kitty     |
| Taha Bora Elkoça | Bekir Kaplan, Ekim barátja               | Pál Dániel Máté |

## Évados áttekintés
| Évad | Évad | Epizódok | Epizódok | Eredeti sugárzás | Eredeti sugárzás   | Magyar sugárzás  | Magyar sugárzás  |
| Évad | Évad | Török    | Magyar   | Évadpremier      | Évadfinálé         | Évadpremier      | Évadfinálé       |
| ---- | ---- | -------- | -------- | ---------------- | ------------------ | ---------------- | ---------------- |
|      | 1.   | 20       | 66       | 2022. július 7.  | 2022. december 17. | 2023. október 5. | 2024. január 15. |